# 美国勋授制度
美国勋授制度（英語：Orders, Decorations, And Medals of the United States）包括：
- 美国武装力量勋授制度
- 美国执法力量勋授制度（英语：United States law enforcement decorations）
- 美国政府勋授制度（英语：Awards and decorations of the United States government）：由美国联邦政府所授予的民事嘉奖
- 美国商船队勋授制度（英语：Awards and decorations of the United States Merchant Marine）：由美国商船队（英语：United States Merchant Marine）所授予的民事勋章